# Montserrat Señaba
Montserrat Señaba (San Carlos de Luba 1918-Guinea Equatorial, 1980), d'ètnia bubi, va estudiar magisteri a Malabo i va ser una de les primeres dones guineanes a dedicar-se a la docència.

## Vida
Va ser delegada del govern durant els primers anys de la independència i va dedicar-se a defensar els drets de les dones, la qual cosa va tenir com a conseqüència la seva enemistat amb els dirigents homes. Va ser alcaldessa de San Fernando, i en tots els seus intents reformadors (va intentar incorporar al currículum educatiu tot el que fa referència als drets de les dones) es va trobar amb incomprensió i de vegades amb una ferma oposició dels seus coetanis. Aquesta situació la va portar a tenir enfrontaments clars amb la societat patriarcal dominant en la societat guineana de la dècada del 1960.

### Exili i lluita política
Davant la crueltat sanguinària del règim de Macías, va haver de deixar la seva Guinea natal i emprendre el camí de l'exili. Va arribar a Barcelona, on va aconseguir l'estatus de refugiada política. Al cap de poc es va convertir en líder i dirigent de la lluita per les llibertats i la supervivència de la colònia guineana instal·lada a Barcelona i a Catalunya. Va ser tot un referent en aquells anys molt durs, en què es parlava de “Guinea: matèria reservada” i se silenciava en tot el món la situació al país africà. A més, en aquells moments, la comunitat guineana establerta a tot l'estat espanyol es trobava en situació d'aïllament de les seves famílies, amics i parents, per raó de la ruptura de relacions entre el govern del dictador Francisco Macías Nguema i el de l'antiga metròpoli, Espanya.
Durant tots aquests anys, Montserrat va ser un referent per a les persones exiliades i va continuar lluitant pels drets de les dones i per difondre i fer efectiu el dret a l'educació de les dones. Després del cop d'estat contra Macías, el 1979, va retornar a Guinea. Allà va morir el 1980, a la seva terra, com ella desitjava.